# E-Prix di Dirʿiyya 2022
L'E-Prix di Dirʿiyya 2022 è stato il primo appuntamento del Campionato mondiale di Formula E 2021-2022, suddiviso in due gare, che si sono tenute sul circuito cittadino di Dirʿiyya il 28 e il 29 gennaio 2022. 
La prima gara è stata vinta dal campione del mondo in carica Nyck de Vries, con Stoffel Vandoorne e Jake Dennis a completare il podio.
Edoardo Mortara vince la seconda gara, davanti a Robin Frijns e Lucas Di Grassi.

## Gara 1

### Prove libere
| Pos.           | No.            | Pilota                 | Squadra            | Tempo          |
| Prove libere 1 | Prove libere 1 | Prove libere 1         | Prove libere 1     | Prove libere 1 |
| -------------- | -------------- | ---------------------- | ------------------ | -------------- |
| 1              | 30             | Oliver Rowland         | Mahindra Racing    | 1:10.559       |
| 2              | 13             | António Félix da Costa | DS Techeetah       | 1:10.717       |
| 3              | 27             | Jake Dennis            | Avalanche Andretti | 1:10.739       |
| Prove libere 2 |                |                        |                    |                |
| 1              | 30             | Oliver Rowland         | Mahindra Racing    | 1:08.957       |
| 2              | 10             | Sam Bird               | Jaguar TCS Racing  | 1:08.972       |
| 3              | 27             | Jake Dennis            | Avalanche Andretti | 1:09.000       |

### Qualifiche
| Gruppo A | Gruppo A | Gruppo A            | Gruppo A                  | Gruppo A  |
| Pos.     | No.      | Pilota              | Squadra                   | Qualifica |
| -------- | -------- | ------------------- | ------------------------- | --------- |
| 1        | 4        | Robin Frijns        | Envision Racing           | 1:09.163  |
| 2        | 10       | Sam Bird            | Jaguar TCS Racing         | 1:09.407  |
| 3        | 5        | Stoffel Vandoorne   | Mercedes EQ               | 1:09.489  |
| 4        | 30       | Oliver Rowland      | Mahindra Racing           | 1:09.549  |
| 5        | 11       | Lucas Di Grassi     | ROKiT Venturi Racing      | 1:09.617  |
| 6        | 94       | Pascal Wehrlein     | TAG Heuer Porsche         | 1:09.710  |
| 7        | 25       | Jean-Éric Vergne    | DS Techeetah              | 1:09.811  |
| 8        | 7        | Sérgio Sette Câmara | Dragon / Penske Autosport | 1:09.867  |
| 9        | 28       | Oliver Askew        | Avalanche Andretti        | 1:09.891  |
| 10       | 3        | Oliver Turvey       | NIO 333                   | 1:10.129  |
| 11       | 23       | Sébastien Buemi     | Nissan e.dams             | 1:10.185  |

| Gruppo B | Gruppo B | Gruppo B               | Gruppo B                  | Gruppo B  |
| Pos.     | No.      | Pilota                 | Squadra                   | Qualifica |
| -------- | -------- | ---------------------- | ------------------------- | --------- |
| 1        | 17       | Nyck de Vries          | Mercedes EQ               | 1:09.164  |
| 2        | 37       | Nick Cassidy           | Envision Racing           | 1:09.214  |
| 3        | 27       | Jake Dennis            | Avalanche Andretti        | 1:09.284  |
| 4        | 36       | André Lotterer         | TAG Heuer Porsche         | 1:09.313  |
| 5        | 22       | Maximilian Günther     | Nissan e.dams             | 1:09.471  |
| 6        | 48       | Edoardo Mortara        | ROKiT Venturi Racing      | 1:09.536  |
| 7        | 9        | Mitch Evans            | Jaguar TCS Racing         | 1:09.587  |
| 8        | 13       | António Félix da Costa | DS Techeetah              | 1:09.704  |
| 9        | 29       | Alexander Sims         | Mahindra Racing           | 1:10.039  |
| 10       | 33       | Dan Ticktum            | NIO 333                   | 1:10.507  |
| 11       | 99       | Antonio Giovinazzi     | Dragon / Penske Autosport | 1:10.596  |

|  | Quarti di finale | Quarti di finale | Quarti di finale |     |          | Semifinale | Semifinale | Semifinale |  |  | Finale | Finale | Finale |  |
|  |                  |                  |                  |     |          |            |            |            |  |  |        |        |        |  |
|  | LOT              | LOT              | 1:09.018         |     |          |            |            |            |  |  |        |        |        |  |
|  | LOT              | LOT              | 1:09.018         |     |          |            |            |            |  |  |        |        |        |  |
|  | FRI              | FRI              | 1:09.109         |     |          |            |            |            |  |  |        |        |        |  |
|  | FRI              | FRI              | 1:09.109         |     | DEN      | DEN        | 1:08.379   |            |  |  |        |        |        |  |
|  |                  |                  |                  |     | DEN      | DEN        | 1:08.379   |            |  |  |        |        |        |  |
|  |                  |                  | LOT              | LOT | 1:09.014 |            |            |            |  |  |        |        |        |  |
|  | DEN              | DEN              | LOT              | LOT | 1:09.014 | 1:08.749   |            |            |  |  |        |        |        |  |
|  | DEN              | DEN              |                  |     |          |            |            |            |  |  |        |        |        |  |
|  | BIR              | BIR              | 1:08.919         |     |          |            |            |            |  |  |        |        |        |  |
|  | BIR              | BIR              | 1:08.919         |     | VAN      | VAN        | 1:08.626   |            |  |  |        |        |        |  |
|  |                  |                  |                  |     |          |            |            |            |  |  |        |        |        |  |
|  |                  |                  | DEN              | DEN | 1:08.926 |            |            |            |  |  |        |        |        |  |
|  | VAN              | VAN              | DEN              | DEN | 1:08.926 | 1:08.873   |            |            |  |  |        |        |        |  |
|  | VAN              | VAN              |                  |     |          |            |            |            |  |  |        |        |        |  |
|  | CAS              | CAS              | 1:08.951         |     |          |            |            |            |  |  |        |        |        |  |
|  | CAS              | CAS              | 1:08.951         |     | VAN      | VAN        | 1:08.407   |            |  |  |        |        |        |  |
|  |                  |                  |                  |     | VAN      | VAN        | 1:08.407   |            |  |  |        |        |        |  |
|  |                  |                  | DEV              | DEV | 1:08.813 |            |            |            |  |  |        |        |        |  |
|  | ROW              | ROW              | DEV              | DEV | 1:08.813 | 1:09.329   |            |            |  |  |        |        |        |  |
|  | ROW              | ROW              |                  |     |          |            |            |            |  |  |        |        |        |  |
|  | DEV              | DEV              | 1:08.600         |     |          |            |            |            |  |  |        |        |        |  |

| Risultati qualifica | Risultati qualifica | Risultati qualifica    | Risultati qualifica       | Risultati qualifica | Risultati qualifica | Risultati qualifica | Risultati qualifica | Risultati qualifica |
| Pos.                | No.                 | Pilota                 | Squadra                   | Gruppi              | Quarti              | Semifinali          | Finale              | Griglia             |
| ------------------- | ------------------- | ---------------------- | ------------------------- | ------------------- | ------------------- | ------------------- | ------------------- | ------------------- |
| 1                   | 5                   | Stoffel Vandoorne      | Mercedes EQ               | 1:09.489            | 1:08.873            | 1:08.407            | 1:08.626            | 1                   |
| 2                   | 27                  | Jake Dennis            | Avalanche Andretti        | 1:09.284            | 1:08.749            | 1:08.379            | 1:08.926            | 2                   |
| 3                   | 17                  | Nyck de Vries          | Mercedes EQ               | 1:09.164            | 1:08.600            | 1:08.813            |                     | 3                   |
| 4                   | 36                  | André Lotterer         | TAG Heuer Porsche         | 1:09.313            | 1:09.018            | 1:09.014            | 4                   |                     |
| 5                   | 10                  | Sam Bird               | Jaguar TCS Racing         | 1:09.407            | 1:08.919            |                     | 5                   |                     |
| 6                   | 37                  | Nick Cassidy           | Envision Racing           | 1:09.214            | 1:08.951            | 6                   |                     |                     |
| 7                   | 4                   | Robin Frijns           | Envision Racing           | 1:09.163            | 1:09.109            | 7                   |                     |                     |
| 8                   | 30                  | Oliver Rowland         | Mahindra Racing           | 1:09.549            | 1:09.329            | 11                  |                     |                     |
| 9                   | 11                  | Lucas Di Grassi        | ROKiT Venturi Racing      | 1:09.617            |                     | 8                   |                     |                     |
| 10                  | 22                  | Maximilian Günther     | Nissan e.dams             | 1:09.471            | 9                   |                     |                     |                     |
| 11                  | 94                  | Pascal Wehrlein        | TAG Heuer Porsche         | 1:09.710            | 10                  |                     |                     |                     |
| 12                  | 48                  | Edoardo Mortara        | ROKiT Venturi Racing      | 1:09.536            | 12                  |                     |                     |                     |
| 13                  | 25                  | Jean-Éric Vergne       | DS Techeetah              | 1:09.811            | 13                  |                     |                     |                     |
| 14                  | 9                   | Mitch Evans            | Jaguar TCS Racing         | 1:09.587            | 14                  |                     |                     |                     |
| 15                  | 7                   | Sérgio Sette Câmara    | Dragon / Penske Autosport | 1:09.867            | 15                  |                     |                     |                     |
| 16                  | 13                  | António Félix da Costa | DS Techeetah              | 1:09.704            | 16                  |                     |                     |                     |
| 17                  | 28                  | Oliver Askew           | Avalanche Andretti        | 1:09.891            | 17                  |                     |                     |                     |
| 18                  | 29                  | Alexander Sims         | Mahindra Racing           | 1:10.039            | 18                  |                     |                     |                     |
| 19                  | 3                   | Oliver Turvey          | NIO 333                   | 1:10.129            | 19                  |                     |                     |                     |
| 20                  | 33                  | Dan Ticktum            | NIO 333                   | 1:10.507            | 20                  |                     |                     |                     |
| 21                  | 23                  | Sébastien Buemi        | Nissan e.dams             | 1:10.185            | 21                  |                     |                     |                     |
| 22                  | 99                  | Antonio Giovinazzi     | Dragon / Penske Autosport | 1:10.596            | 22                  |                     |                     |                     |

### Gara
| Pos. | No. | Pilota                 | Squadra                   | Giri | Tempo/Ritiro | Griglia | Punti |
| ---- | --- | ---------------------- | ------------------------- | ---- | ------------ | ------- | ----- |
| 1    | 17  | Nyck de Vries          | Mercedes EQ               | 41   | 52:14.642    | 3       | 25    |
| 2    | 5   | Stoffel Vandoorne      | Mercedes EQ               | 41   | +0.636       | 1       | 18+3  |
| 3    | 27  | Jake Dennis            | Avalanche Andretti        | 41   | +8.802       | 2       | 15    |
| 4    | 10  | Sam Bird               | Jaguar TCS Racing         | 41   | +14.925      | 5       | 12    |
| 5    | 11  | Lucas Di Grassi        | ROKiT Venturi Racing      | 41   | +15.152      | 8       | 10    |
| 6    | 48  | Edoardo Mortara        | ROKiT Venturi Racing      | 41   | +16.015      | 12      | 8     |
| 7    | 37  | Nick Cassidy           | Envision Racing           | 41   | +17.265      | 6       | 6+1   |
| 8    | 25  | Jean-Éric Vergne       | DS Techeetah              | 41   | +25.076      | 13      | 4     |
| 9    | 28  | Oliver Askew           | Avalanche Andretti        | 41   | +25.699      | 17      | 2     |
| 10   | 9   | Mitch Evans            | Jaguar TCS Racing         | 41   | +27.320      | 14      | 1     |
| 11   | 94  | Pascal Wehrlein        | TAG Heuer Porsche         | 41   | +28.781      | 10      |       |
| 12   | 22  | Maximilian Günther     | Nissan e.dams             | 41   | +30.536      | 9       |       |
| 13   | 36  | André Lotterer         | TAG Heuer Porsche         | 41   | +31.521      | 4       |       |
| 14   | 29  | Alexander Sims         | Mahindra Racing           | 41   | +34.572      | 18      |       |
| 15   | 7   | Sérgio Sette Câmara    | Dragon / Penske Autosport | 41   | +36.781      | 15      |       |
| 16   | 4   | Robin Frijns           | Envision Racing           | 41   | +39.953      | 7       |       |
| 17   | 23  | Sébastien Buemi        | Nissan e.dams             | 41   | +41.334      | 21      |       |
| 18   | 33  | Dan Ticktum            | NIO 333                   | 41   | +49.222      | 20      |       |
| 19   | 3   | Oliver Turvey          | NIO 333                   | 41   | +50.965      | 19      |       |
| 20   | 99  | Antonio Giovinazzi     | Dragon / Penske Autosport | 41   | +1:16.527    | 22      |       |
| Rit  | 30  | Oliver Rowland         | Mahindra Racing           | 7    | Incidente    | 11      |       |
| Rit  | 13  | António Félix da Costa | DS Techeetah              | 0    | Sospensione  | 16      |       |

### Classifiche
Classifica piloti
| Pos | Pilota                 | Punti |
| --- | ---------------------- | ----- |
| 1   | Nyck de Vries          | 25    |
| 2   | Stoffel Vandoorne      | 21    |
| 3   | Jake Dennis            | 15    |
| 4   | Sam Bird               | 12    |
| 5   | Lucas Di Grassi        | 10    |
| 6   | Edoardo Mortara        | 8     |
| 7   | Nick Cassidy           | 7     |
| 8   | Jean-Éric Vergne       | 4     |
| 9   | Oliver Askew           | 2     |
| 10  | Mitch Evans            | 1     |
| 11  | Pascal Wehrlein        | 0     |
| 12  | Maximilian Günther     | 0     |
| 13  | André Lotterer         | 0     |
| 14  | Alexander Sims         | 0     |
| 15  | Sérgio Sette Câmara    | 0     |
| 16  | Robin Frijns           | 0     |
| 17  | Sébastien Buemi        | 0     |
| 18  | Dan Ticktum            | 0     |
| 19  | Oliver Turvey          | 0     |
| 20  | Antonio Giovinazzi     | 0     |
| —   | Oliver Rowland         | —     |
| —   | António Félix da Costa | —     |

Classifica squadre
| Pos | Squadra                          | Punti |
| --- | -------------------------------- | ----- |
| 1   | Mercedes EQ Formula E Team       | 46    |
| 2   | ROKiT Venturi Racing             | 18    |
| 3   | Avalanche Andretti Formula E     | 17    |
| 4   | Jaguar TCS Racing                | 13    |
| 5   | Envision Racing                  | 7     |
| 6   | DS Techeetah                     | 4     |
| 7   | TAG Heuer Porsche Formula E Team | 0     |
| 8   | Nissan e.dams                    | 0     |
| 9   | Mahindra Racing                  | 0     |
| 10  | Dragon / Penske Autosport        | 0     |
| 11  | NIO 333 Formula E Team           | 0     |

## Gara 2

### Prove libere
| Pos.           | No.            | Pilota           | Squadra           | Tempo          |
| Prove libere 3 | Prove libere 3 | Prove libere 3   | Prove libere 3    | Prove libere 3 |
| -------------- | -------------- | ---------------- | ----------------- | -------------- |
| 1              | 94             | Pascal Wehrlein  | TAG Heuer Porsche | 1:07.215       |
| 2              | 25             | Jean-Éric Vergne | DS Techeetah      | 1:07.456       |
| 3              | 30             | Oliver Rowland   | Mahindra Racing   | 1:07.550       |

### Qualifiche
| Gruppo A | Gruppo A | Gruppo A            | Gruppo A                  | Gruppo A         |
| Pos.     | No.      | Pilota              | Squadra                   | Qualifica        |
| -------- | -------- | ------------------- | ------------------------- | ---------------- |
| 1        | 17       | Nyck de Vries       | Mercedes EQ               | 1:07.939         |
| 2        | 11       | Lucas Di Grassi     | ROKiT Venturi Racing      | 1:08.083         |
| 3        | 30       | Oliver Rowland      | Mahindra Racing           | 1:08.101         |
| 4        | 36       | André Lotterer      | TAG Heuer Porsche         | 1:08.224         |
| 5        | 27       | Jake Dennis         | Avalanche Andretti        | 1:08.419         |
| 6        | 94       | Pascal Wehrlein     | TAG Heuer Porsche         | 1:08.454         |
| 7        | 28       | Oliver Askew        | Avalanche Andretti        | 1:08.626         |
| 8        | 23       | Sébastien Buemi     | Nissan e.dams             | 1:08.829         |
| 9        | 3        | Oliver Turvey       | NIO 333                   | 1:08.943         |
| NC       | 7        | Sérgio Sette Câmara | Dragon / Penske Autosport | Tempi cancellati |
| NC       | 37       | Nick Cassidy        | Envision Racing           | Nessun tempo     |

| Gruppo B | Gruppo B | Gruppo B               | Gruppo B                  | Gruppo B  |
| Pos.     | No.      | Pilota                 | Squadra                   | Qualifica |
| -------- | -------- | ---------------------- | ------------------------- | --------- |
| 1        | 48       | Edoardo Mortara        | ROKiT Venturi Racing      | 1:07.724  |
| 2        | 4        | Robin Frijns           | Envision Racing           | 1:07.757  |
| 3        | 13       | António Félix da Costa | DS Techeetah              | 1:07.806  |
| 4        | 25       | Jean-Éric Vergne       | DS Techeetah              | 1:07.968  |
| 5        | 29       | Alexander Sims         | Mahindra Racing           | 1:08.011  |
| 6        | 5        | Stoffel Vandoorne      | Mercedes EQ               | 1:08.257  |
| 7        | 22       | Maximilian Günther     | Nissan e.dams             | 1:08.339  |
| 8        | 9        | Mitch Evans            | Jaguar TCS Racing         | 1:08.368  |
| 9        | 33       | Dan Ticktum            | NIO 333                   | 1:08.753  |
| 10       | 99       | Antonio Giovinazzi     | Dragon / Penske Autosport | 1:08.811  |
| 11       | 10       | Sam Bird               | Jaguar TCS Racing         | 1:13.910  |

|  | Quarti di finale | Quarti di finale | Quarti di finale |     |          | Semifinale       | Semifinale | Semifinale |  |  | Finale | Finale | Finale |  |
|  |                  |                  |                  |     |          |                  |            |            |  |  |        |        |        |  |
|  | JEV              | JEV              | 1:07.539         |     |          |                  |            |            |  |  |        |        |        |  |
|  | JEV              | JEV              | 1:07.539         |     |          |                  |            |            |  |  |        |        |        |  |
|  | DEV              | DEV              | 1:06.871         |     |          |                  |            |            |  |  |        |        |        |  |
|  | DEV              | DEV              | 1:06.871         |     | DIG      | DIG              | 1:07.216   |            |  |  |        |        |        |  |
|  |                  |                  |                  |     | DIG      | DIG              | 1:07.216   |            |  |  |        |        |        |  |
|  |                  |                  | DEV              | DEV | 1:06.835 |                  |            |            |  |  |        |        |        |  |
|  | DAC              | DAC              | DEV              | DEV | 1:06.835 | Tempo cancellato |            |            |  |  |        |        |        |  |
|  | DAC              | DAC              |                  |     |          |                  |            |            |  |  |        |        |        |  |
|  | DIG              | DIG              | 1:07.580         |     |          |                  |            |            |  |  |        |        |        |  |
|  | DIG              | DIG              | 1:07.580         |     | MOR      | MOR              | 1:07.159   |            |  |  |        |        |        |  |
|  |                  |                  |                  |     |          |                  |            |            |  |  |        |        |        |  |
|  |                  |                  | DEV              | DEV | 1:07.154 |                  |            |            |  |  |        |        |        |  |
|  | ROW              | ROW              | DEV              | DEV | 1:07.154 | 1:07.780         |            |            |  |  |        |        |        |  |
|  | ROW              | ROW              |                  |     |          |                  |            |            |  |  |        |        |        |  |
|  | FRI              | FRI              | 1:07.207         |     |          |                  |            |            |  |  |        |        |        |  |
|  | FRI              | FRI              | 1:07.207         |     | FRI      | FRI              | 1:07.184   |            |  |  |        |        |        |  |
|  |                  |                  |                  |     | FRI      | FRI              | 1:07.184   |            |  |  |        |        |        |  |
|  |                  |                  | MOR              | MOR | 1:06.987 |                  |            |            |  |  |        |        |        |  |
|  | LOT              | LOT              | MOR              | MOR | 1:06.987 | 1:07.285         |            |            |  |  |        |        |        |  |
|  | LOT              | LOT              |                  |     |          |                  |            |            |  |  |        |        |        |  |
|  | MOR              | MOR              | 1:07.014         |     |          |                  |            |            |  |  |        |        |        |  |

| Risultati qualifica | Risultati qualifica | Risultati qualifica    | Risultati qualifica       | Risultati qualifica | Risultati qualifica | Risultati qualifica | Risultati qualifica | Risultati qualifica |
| Pos.                | No.                 | Pilota                 | Squadra                   | Gruppi              | Quarti              | Semifinali          | Finale              | Griglia             |
| ------------------- | ------------------- | ---------------------- | ------------------------- | ------------------- | ------------------- | ------------------- | ------------------- | ------------------- |
| 1                   | 17                  | Nyck de Vries          | Mercedes EQ               | 1:07.939            | 1:06.871            | 1:06.835            | 1:07.154            | 1                   |
| 2                   | 48                  | Edoardo Mortara        | ROKiT Venturi Racing      | 1:07.724            | 1:07.014            | 1:06.987            | 1:07.159            | 2                   |
| 3                   | 4                   | Robin Frijns           | Envision Racing           | 1:07.757            | 1:07.207            | 1:07.184            |                     | 3                   |
| 4                   | 11                  | Lucas Di Grassi        | ROKiT Venturi Racing      | 1:08.083            | 1:07.580            | 1:07.216            | 4                   |                     |
| 5                   | 36                  | André Lotterer         | TAG Heuer Porsche         | 1:08.224            | 1:07.285            |                     | 5                   |                     |
| 6                   | 25                  | Jean-Éric Vergne       | DS Techeetah              | 1:07.968            | 1:07.539            | 6                   |                     |                     |
| 7                   | 30                  | Oliver Rowland         | Mahindra Racing           | 1:08.101            | 1:07.780            | 10                  |                     |                     |
| 8                   | 13                  | António Félix da Costa | DS Techeetah              | 1:07.806            | Tempo cancellato    | 7                   |                     |                     |
| 9                   | 27                  | Jake Dennis            | Avalanche Andretti        | 1:08.419            |                     | 8                   |                     |                     |
| 10                  | 29                  | Alexander Sims         | Mahindra Racing           | 1:08.011            | 9                   |                     |                     |                     |
| 11                  | 94                  | Pascal Wehrlein        | TAG Heuer Porsche         | 1:08.454            | 11                  |                     |                     |                     |
| 12                  | 5                   | Stoffel Vandoorne      | Mercedes EQ               | 1:08.257            | 12                  |                     |                     |                     |
| 13                  | 22                  | Maximilian Günther     | Nissan e.dams             | 1:08.339            | 13                  |                     |                     |                     |
| 14                  | 28                  | Oliver Askew           | Avalanche Andretti        | 1:08.626            | 14                  |                     |                     |                     |
| 15                  | 9                   | Mitch Evans            | Jaguar TCS Racing         | 1:08.368            | 15                  |                     |                     |                     |
| 16                  | 23                  | Sébastien Buemi        | Nissan e.dams             | 1:08.829            | 16                  |                     |                     |                     |
| 17                  | 33                  | Dan Ticktum            | NIO 333                   | 1:08.753            | 17                  |                     |                     |                     |
| 18                  | 3                   | Oliver Turvey          | NIO 333                   | 1:08.943            | 18                  |                     |                     |                     |
| NC                  | 7                   | Sérgio Sette Câmara    | Dragon / Penske Autosport | Tempi cancellati    | 19                  |                     |                     |                     |
| 19                  | 99                  | Antonio Giovinazzi     | Dragon / Penske Autosport | 1:08.811            | 20                  |                     |                     |                     |
| 20                  | 10                  | Sam Bird               | Jaguar TCS Racing         | 1:13.910            | 21                  |                     |                     |                     |
| NC                  | 37                  | Nick Cassidy           | Envision Racing           | Nessun tempo        | 22                  |                     |                     |                     |

### Gara
| Pos. | No. | Pilota                 | Squadra                   | Giri | Tempo/Ritiro | Griglia | Punti |
| ---- | --- | ---------------------- | ------------------------- | ---- | ------------ | ------- | ----- |
| 1    | 48  | Edoardo Mortara        | ROKiT Venturi Racing      | 35   | 47:02.131    | 2       | 25    |
| 2    | 4   | Robin Frijns           | Envision Racing           | 35   | +0.451       | 3       | 18    |
| 3    | 11  | Lucas Di Grassi        | ROKiT Venturi Racing      | 35   | +0.912       | 4       | 15    |
| 4    | 36  | André Lotterer         | TAG Heuer Porsche         | 35   | +1.125       | 5       | 12    |
| 5    | 27  | Jake Dennis            | Avalanche Andretti        | 35   | +1.646       | 8       | 10    |
| 6    | 25  | Jean-Éric Vergne       | DS Techeetah              | 35   | +3.166       | 6       | 8     |
| 7    | 5   | Stoffel Vandoorne      | Mercedes EQ               | 35   | +3.568       | 12      | 6+1   |
| 8    | 30  | Oliver Rowland         | Mahindra Racing           | 35   | +4.235       | 10      | 4     |
| 9    | 94  | Pascal Wehrlein        | TAG Heuer Porsche         | 35   | +4.962       | 11      | 2     |
| 10   | 17  | Nyck de Vries          | Mercedes EQ               | 35   | +5.294       | 1       | 1+3   |
| 11   | 28  | Oliver Askew           | Avalanche Andretti        | 35   | +6.732       | 14      |       |
| 12   | 13  | António Félix da Costa | DS Techeetah              | 35   | +8.693       | 7       |       |
| 13   | 23  | Sébastien Buemi        | Nissan e.dams             | 35   | +9.015       | 16      |       |
| 14   | 22  | Maximilian Günther     | Nissan e.dams             | 35   | +9.464       | 13      |       |
| 15   | 10  | Sam Bird               | Jaguar TCS Racing         | 35   | +11.690      | 21      |       |
| 16   | 37  | Nick Cassidy           | Envision Racing           | 35   | +13.973      | 22      |       |
| 17   | 7   | Sérgio Sette Câmara    | Dragon / Penske Autosport | 35   | +14.521      | 19      |       |
| 18   | 3   | Oliver Turvey          | NIO 333                   | 35   | +15.005      | 18      |       |
| 19   | 33  | Dan Ticktum            | NIO 333                   | 35   | +16.744      | 17      |       |
| 20   | 99  | Antonio Giovinazzi     | Dragon / Penske Autosport | 35   | +17.681      | 20      |       |
| 21   | 9   | Mitch Evans            | Jaguar TCS Racing         | 35   | +29.872      | 15      |       |
| Rit  | 29  | Alexander Sims         | Mahindra Racing           | 29   | Incidente    | 9       |       |

### Classifiche
La classifica dopo gara 1:
Classifica piloti
| +/- | Pos | Pilota                 | Punti |
| --- | --- | ---------------------- | ----- |
|     | 1   | Edoardo Mortara        | 33    |
|     | 2   | Nyck de Vries          | 29    |
|     | 3   | Stoffel Vandoorne      | 28    |
|     | 4   | Jake Dennis            | 25    |
|     | 5   | Lucas Di Grassi        | 25    |
|     | 6   | Robin Frijns           | 18    |
|     | 7   | André Lotterer         | 12    |
|     | 8   | Sam Bird               | 12    |
|     | 9   | Jean-Éric Vergne       | 12    |
|     | 10  | Nick Cassidy           | 7     |
|     | 11  | Oliver Rowland         | 4     |
|     | 12  | Pascal Wehrlein        | 2     |
|     | 13  | Oliver Askew           | 2     |
|     | 14  | Mitch Evans            | 1     |
|     | 15  | Maximilian Günther     | 0     |
|     | 16  | António Félix da Costa | 0     |
|     | 17  | Sébastien Buemi        | 0     |
|     | 18  | Alexander Sims         | 0     |
|     | 19  | Sérgio Sette Câmara    | 0     |
|     | 20  | Dan Ticktum            | 0     |
|     | 21  | Oliver Turvey          | 0     |
|     | 22  | Antonio Giovinazzi     | 0     |

Classifica squadre
| +/- | Pos | Squadra                          | Punti |
| --- | --- | -------------------------------- | ----- |
|     | 1   | ROKiT Venturi Racing             | 58    |
|     | 2   | Mercedes EQ Formula E Team       | 54    |
|     | 3   | Avalanche Andretti Formula E     | 27    |
|     | 4   | Envision Racing                  | 25    |
|     | 5   | TAG Heuer Porsche Formula E Team | 14    |
|     | 6   | Jaguar TCS Racing                | 13    |
|     | 7   | DS Techeetah                     | 12    |
|     | 8   | Mahindra Racing                  | 4     |
|     | 9   | Nissan e.dams                    | 0     |
|     | 10  | Dragon / Penske Autosport        | 0     |
|     | 11  | NIO 333 Formula E Team           | 0     |